# 小威廉·F·巴克利
小威廉·法蘭克·巴克利（英語：William Frank Buckley Jr.，1925年11月24日—2008年2月27日），美國媒體人、作家、保守主義政治評論家，政論雜誌《國家評論》（National Review）創辦人。他一生的政治活動主要在於努力把傳統的政治保守派、自由放任經濟思想及反共主義統合起來，替以高華德和雷根為代表的現代美國保守主義奠定了基礎。

## 生平
巴克利生於紐約市，父親是石油大亨，童年在墨西哥、康乃狄克州、巴黎、倫敦等地度過。他是虔誠的天主教徒。第二次世界大戰時他曾短暫從軍，1945年－1950年就讀耶魯大學，學習政治學、歷史、經濟學等。在校期間他加入骷髏會，同時還積極參加耶魯政治聯盟、兼任校園報《耶魯日报》（Yale Daily News）社長。
1951年巴克利進入美國中央情報局工作，派駐墨西哥，但第二年就辭職。1951年他還出版了第一本書《耶魯的上帝與人》（God and Man at Yale），批判當時耶魯校方在教育方針上的無神論傾向。
1955年巴克利創辦政論雜誌《國家評論》，一直擔任主編到1990年。這份雜誌成為保守主義者重要的思想園地。1950年代他曾支持麥卡錫主義，曾在1954年與L. Brent Bozell Jr.合著《麥卡錫及其敵人》（McCarthy and His Enemies），認為約瑟夫·麥卡錫參議員是愛國者；他還替美國南方的種族隔離辯護，但到1960年代中期撤回，開始擁護馬丁·路德·金領導的民權運動，並在金被刺殺後支持為他制定紀念日。
1960年巴克利參與創辦保守主義青年政治團體「美國青年爭取自由組織」（Young Americans for Freedom，簡稱YAF）。1962年他開始撰寫政論專欄“On The Right”，每兩週一篇。到1970年代初期以後，全美國有超過三百二十家報紙聯合刊載。他的文章風格旁徵博引、用詞深奧、洋溢機智。
1964年美國總統選舉中巴克利大力支持高華德參議員。1965年，由於不滿共和黨提名的紐約市長候選人约翰·林赛，他代表紐約州保守黨（Conservative Party of New York State）參選。當時有記者問他：如果他當選，打算做什麼？巴克利幽默地回答：
|  | 「我要驗票。」（"I'd demand a recount."） |

最後他獲得13.4%的選票，约翰·林赛仍然當選。他的兄長詹姆斯·L·巴克利（James L. Buckley）後來曾代表紐約州保守黨當選過一任紐約州聯邦參議員（1971年－1977年）。
1966年－1999年巴克利在美國PBS主持每週電視政論節目《火線》（Firing Line）達三十餘年，共主持了1429集。這使他在美國更加家喻戶曉。
巴克利雖然支持雷根，兩人也有私交，但1981年雷根就任總統之後他堅拒一切官職。1991年喬治·H·W·布希總統授予他總統自由勳章。
晚年，巴克利對喬治·W·布希政府有很大不滿。他曾說：「如果有個歐洲的總理遭遇到我們遭遇到的事情，可以預期他會退休或辭職。」關於伊拉克戰爭，Jeffrey Hart在巴克利死後的回憶文章中說：巴克利「把那看成是災難，並且認為他一手創立的保守主義運動會因為無法對布希政權保持批判態度而導致智識上的自殺……在他臨終時，巴克利相信他建立的運動將因為支持伊拉克戰爭而自我毀滅。」
巴克利愛好音樂，擅長彈奏大鍵琴，也曾在廣播節目中表演鋼琴，偏好巴哈作品。一生著作超過五十部，內容除了政論外，還包括歷史、隨筆、帆船駕駛、小說等，其中十一冊以CIA特工Blackford Oakes為主角的間諜小說有一定名氣。

## 評價
- 歷史學者George H. Nash稱巴克利「可以說是美國二十世紀後半最重要的公共知識分子」、「對一整代人而言他是美國保守主義的顯著聲音和第一位舉世知名的人物。」[13]
- 美國傳統基金會主席艾德溫·福伊爾納（Edwin Feulner）在追悼巴克利的聲明中說：「沒有巴克利就沒有《國家評論》，沒有《國家評論》就沒有保守主義運動、沒有傳統基金會、也沒有雷根總統，以及今天的美國。」[14]

## 中譯著作
- 《耶魯的上帝與人》，林毅譯，南昌：江西人民出版社，2015。 ISBN 9787210073741
- Blackford Oakes間諜小說系列中的第4-6集：
  - 《馬可波羅行動》（Marco Polo, if You Can），戴國光譯，台北：皇冠，1982。 ISBN 9780380614240
  - 《伴們》（The Story of Henri Tod），姜恩娜譯，台北：皇冠，1984。 ISBN 9780385152341
  - 《鱷魚再見》（See You Later, Alligator），王凱竹譯，台北：皇冠，1985。